# اشلی بایدن
اشلی بلیزر بایدن (انگلیسی: Ashley Blazer Biden؛ زادهٔ ۸ ژوئن ۱۹۸۱) یک مددکار اجتماعی، فعال، خیرخواه و طراح مد آمریکایی است. وی دختر رئیس‌جمهور پیشین ایالات متحده آمریکا، جو بایدن و بانوی اول ایالات متحده آمریکا، جیل بایدن است. او از سال ۲۰۱۴ تا ۲۰۱۹ به عنوان مدیر اجرایی مرکز عدالت دلاور خدمت می‌کرد. وی پیش از فعالیت اداری در این مرکز، در اداره خدمات دلاور برای کودکان، جوانان و خانواده‌های آنها کار می‌کرد. بایدن شرکت مد لایولی‌هود را تأسیس کرد، که با خرده فروش آنلاین گیلت گروپ برای جمع‌آوری پول برای برنامه‌های جامعه با هدف از بین بردن نابرابری درآمد در ایالات متحده همکاری می‌کند و آن را در سال ۲۰۱۷ در هفته مد نیویورک برگزار کرد.

## سنین جوانی
بایدن در ۸ ژوئن ۱۹۸۱ در ویلمینگتون، دلاور متولد شد. پدر او، جو بایدن، رئیس‌جمهور ایالات متحده آمریکا است و پیش از این به عنوان معاون رئیس‌جمهور خدمت می‌کرد. مادر او مربی جیل بایدن است. وی خواهر ناتنی هانتر بایدن، بو بایدن فقید و نائومی بایدن فقید، فرزندان پدرش از ازدواج اول وی با نیلیا هانتر است. بایدن نوهٔ بزرگ ادوارد فرانسیس بلویت است. وی از نژاد انگلیسی، فرانسوی و ایرلندی از طرف پدر و از نژاد انگلیسی، اسکاتلندی و سیسیلی از طرف مادر است.
بایدن در آیین کاتولیک بزرگ شد و در سنت جوزف در Brandywine در گرینویل، دلاور غسل تعمید یافت. در دوران کودکی، پدرش به عنوان سناتور ایالات متحده از دلاور و مادرش به عنوان مربی کار می‌کردند.